# Peter Andreas Blix
Peter Andreas Blix (født 4. november 1831 i Frederiksvern (Stavern), død 31. januar 1901 i Vik) var en norsk arkitekt og ingeniør. Han er blandt andet kendt for at have tegnet en række jernbanestationer.

## Karriere
Blix blev uddannet i Hannover og Karlsruhe i Tyskland i perioden 1851-1855. I 1856-1863 arbejdede han i Kanalvæsenet med udbygninger af kanaler og elve, herunder bygninger i tilknytning til dem. Senere slog han sig ned i Bergen og blev efterhånden selvstændig arkitekt. Her arbejdede han blandt andet med restaureringen af Bergen Domkirke. Desuden tegnede han en række villaer i Bergen, herunder Moldegaard villa i Os kommune.
Blix arbejdede som jernbanearkitekt fra 1873 til 1877, hvor han tegnede stationsbygninger til Jærbanen, Dovrebanen, Meråkerbanen, Rørosbanen og Østfoldbanens Vestre Linje. Blandt hans mest kendte stationsbygninger er bystationerne i tegl på sidstnævnte bane, det vil sige Moss, Fredrikstad, Sarpsborg og Halden. Mens han arbejdede med dette, opstod der konflikt, der endte med at han gik af. En række af Blix' stationsbygninger blev derfor fuldført under han efterfølger Balthazar Lange, der også videreudviklede nogle af stationstyperne.
Blix var en aktiv bidragsyder til Fortidsminneforeningen, hvor han blandt andet bidrog med midler til at købe middelalderkirken i Moster. I 1890'erne arbejdede han med genskabelsen af Akershus slot og fæstning. Han spillede desuden en central rolle ved restaureringen af Hopperstad stavkirke og Hove kirke i Vik i Sogn og Fjordane. Efter sin død blev han gravlagt i Hove kirke.
I 1874 tog Blix initiativet til stiftelsen af Den norske ingeniør- og arkitektforening, der i dag er videreført i Tekna.
21. januar 1896 blev han udnævnt til ridder af 1. klasse af Sankt Olavs Orden af kong Oscar 2. "for fortjenstfuld kunstnerisk virksomhed".
Blix var også en habil akvarelmaler og malede flere scener fra Oslos bymiljø.